# Великая ложа Шотландии
Великая ложа Шотландии (англ. Grand Lodge of Scotland), или Великая ложа древних, вольных и принятых каменщиков Шотландии (ВЛШ) была основана в 1736 году, хотя была представлена только третью всех лож на учредительном собрании великой ложи.

## История
Самые старые записи, которые сохранились в великой ложе, повествуют о собраниях ложи «Эдинбурга № 1 (Часовня Св. Марии)» и датируются 1599 годом.
Шотландское масонство имеет ярко выраженный и уникальный характер. Связь между каменщическим ремеслом и современным масонством может быть легко установлена в Шотландии. Эту прямую связь можно проследить из старейших масонских письменных источников в мире, которые являются собственностью ВЛШ.
Во время правления короля Якова VI Шотландского (ставшего потом королем Англии Яковом I), в 1598 году в шотландских ложах был принят устав, который требовал ведения протокола заседаний специальными нотариусами.

## Организация
Ложи в соответствии с конституцией ВЛШ, являются суверенными организациями, со значительной степенью контроля над своими делами. Многие ложи существовали задолго до образования Великой ложи Шотландии, и поэтому они все ревностно охраняют свои традиции. Со стороны ВЛШ им было разрешено сохранить свои собственные процедуры, регалии и отличительные ритуалы.
Установив принцип независимости к старым ложам, нельзя было отрицать ложи основанные после 1736 года, и имеющих такой же уровень привилегий. Конечно ритуалы содержат основные схожие точки в каждой степени, но возможности для разработки иных отличий являются значительными, с множеством интересных дополнений. Шотландские ложи имеют право выбирать цвета к своим отличительным регалиями в каждой ложе. На встречах эти отличия весьма заметны, поскольку регалии очень красочные, особенно если присутствуют гости из других шотландских лож.
Первым великим мастером Великой ложи Шотландии был избран Уильям Синклер, 21-й барон Рослина. Он занимал должность великого мастера один год, с 1736 по 1737 год.
Основным масонским ритуалом Великой ложи Шотландии является Стандартный шотландский ритуал.
Великая ложа Шотландии имеет 32 провинциальные великие ложи в самой Шотландии и 25 округов за рубежом. Численность Великой ложи Шотландии составляет 150 000 масонов.
В 1953 году Великая ложа Шотландии выступила в качестве учредительницы Великой ложи государства Израиль.